# 팁 2
《팁 2》는 1990년에 개봉한 대한민국의 영화이다.

## 캐스팅
- 이혜진 : 영자 역
- 김재성 : 기훈 역
- 김기석 : 동혁 역
- 이미향 : 영란 역
- 박지숙 : 경미 역
- 백종선 : 정아 역
- 맹찬재 : 웨어터 박 역
- 박규식 : 지배인 역
- 길달호 : 김 하사 역
- 진철민 : 꼬마 역
- 장선 : 형사 1 역
- 박부양 : 형사 2 역
- 이석구 : 형사 3 역
- 신동욱 : 장 사장 역
- 박예숙 : 귀부인 역
- 정영국 : 회사원 1 역
- 차동수 : 회사원 2 역
- 송행진 : 회사원 3 역
- 김종혁 : 일본인 역
- 김현경 : 미용사 1 역
- 김지숙 : 미용사 2 역
- 전영하 : 친구 역
- 윤미자 : 소녀 역
- 이상은 : 여자 역